# Narbona
Narbona (1766 – 31 août 1849) est une figure historique navajo de premier plan. Il est tué lors d'une confrontation avec des soldats américains qu'il venait rencontrer en vue d'un traité de paix.

## Biographie
Narbona est l'un des Navajos les plus riches et puissants de son temps, car son groupe familial possède bétail et chevaux en quantité abondante. S'il n'est pas reconnu comme chef de tous les Navajos, dans la mesure où ce peuple indépendant ne reconnaît pas d'autorité centrale, Narbona jouit d'une grande influence en raison de son statut dans la tribu ; un statut établi sur sa richesse, sa haute réputation personnelle et aussi son âge au moment où il entre en négociations avec les Américains.
Narbona devient une des figures navajos les plus importantes après le massacre, en mars 1822 à Jemez Pueblo, de 24 représentants officiels navajos alors en voyage avec un drapeau blanc pour se rendre à une conférence de paix avec le nouveau gouvernement mexicain. En février 1829, Narbona mène les Navajos au combat dans les monts Chuska contre une expédition mexicaine conduite par le Capitaine Blas de Hinojos, qu'il écrase complètement. Le lieu de la bataille, le col de Copper (Béésh Łichííʼí Bigiizh), porte désormais le nom de col de Narbona.
En 1849, Narbona chevauche avec plusieurs centaines de ses guerriers pour rencontrer une délégation conduite par le colonel John M. Washington afin de discuter les termes d'un accord de paix entre les Navajos et les « Hommes nouveaux », les Américains, qui avaient chassé les Mexicains de ce qui est maintenant le Sud-Ouest des États-Unis. Le groupe américain est composé à la fois de soldats réguliers de l'armée américaine et d'auxiliaires locaux du Nouveau-Mexique.
Après plusieurs malentendus, les traducteurs parviennent à rédiger une liste acceptable d'articles pour un traité de paix entre les deux parties. Alors que le conseil se dissout, Sadoval, un jeune guerrier navajo d'une certaine notoriété, se met à aller et venir à cheval, exhortant les 200 à 300 guerriers navajos présents à rompre immédiatement le nouveau traité, en commençant par massacrer l'état-major de Washington. À ce moment, un officier du Nouveau-Mexique affirme qu'un des guerriers navajos monte un cheval qui lui appartient. Les Navajos avaient la réputation de se montrer très habiles dans les razzias de bétail et il est donc possible que ce cheval ait appartenu aux Américains. Washington, se sentant obligé de soutenir l'un de ses hommes, exige que le cheval soit immédiatement restitué. Les Navajos refusent et le cheval et son cavalier disparaissent.
Washington ordonne à ses troupes de mettre leurs canons en position et de se préparer à faire feu au cas où les Indiens se refuseraient à rendre le bien, désormais disparu, que les Américains affirment posséder. Les Navajos repoussent encore une fois cette requête et le canon fait feu, ainsi que plusieurs fusils. Narbona est mortellement blessé dans la fusillade ; selon des témoins oculaires, il est même scalpé ensuite par des miliciens du Nouveau-Mexique.
Narbona est enterré par ses fils selon le rite navajo : enveloppé dans une couverture nouée puis jeté dans une crevasse. Deux de ses meilleurs chevaux sont aussi abattus pour garantir au défunt qu'il n'aura pas à marcher dans l'au-delà.